# Taavi Tamminen
Taavi Tamminen (Uurainen, Finlandia, 30 de marzo de 1889-Helsinki, 19 de enero de 1967) fue un deportista finlandés especialista en lucha grecorromana donde llegó a ser subcampeón olímpico en Amberes 1920.

## Carrera deportiva
En los Juegos Olímpicos de 1920 celebrados en Amberes ganó la medalla de plata en lucha grecorromana estilo peso ligero, tras su compatriota el también finlandés Emil Väre (oro) y por delante del noruego Frithjof Andersen (bronce).